# Elene Gedevanishvili
Elene Gedevanishvili (em georgiano:  ელენე გედევანიშვილი; Tbilisi, RSS Geórgia, União Soviética, 7 de janeiro de 1990) é uma patinadora artística georgiana que compete em competições individuais.

## Principais resultados
| Resultados | Resultados    | Resultados      | Resultados      | Resultados        | Resultados        | Resultados      | Resultados    | Resultados      | Resultados        | Resultados    | Resultados        | Resultados    | Resultados    | Resultados    | Resultados    |
| Internacional | Internacional | Internacional   | Internacional   | Internacional     | Internacional     | Internacional   | Internacional | Internacional   | Internacional     | Internacional | Internacional     | Internacional | Internacional | Internacional | Internacional |
| Evento | 2001– 2002    | 2002– 2003      | 2003– 2004      | 2004– 2005        | 2005– 2006        | 2006– 2007      | 2007– 2008    | 2008– 2009      | 2009– 2010        | 2010– 2011    | 2011– 2012        | 2012– 2013    | 2013– 2014    | 2014– 2015    | 2015– 2016    |
| --- | ------------- | --------------- | --------------- | ----------------- | ----------------- | --------------- | ------------- | --------------- | ----------------- | ------------- | ----------------- | ------------- | ------------- | ------------- | ------------- |
| Jogos Olímpicos de Inverno |               |                 |                 |                   | 10.ª              |                 |               |                 | 14.ª              |               |                   |               | 19.ª          |               |               |
| Campeonato Mundial |               |                 |                 |                   | 14.ª              | 17.ª            | 20.ª          | 10.ª            | 18.ª              | 10.ª          | 10.ª              | 29.ª          |               | 22.ª          |               |
| Campeonato Europeu |               |                 |                 |                   | 5.ª               | 8.ª             | 7.ª           | 25.ª            | Medalha de bronze | 8.ª           | Medalha de bronze | 14.ª          | 10.ª          | 23.ª          |               |
| GP Cup of China |               |                 |                 |                   |                   | WD              |               |                 |                   |               |                   |               |               |               |               |
| GP NHK Trophy |               |                 |                 |                   |                   |                 | 8.ª           |                 |                   | 6.ª           | 5.ª               | 6.ª           | 9.ª           | 10.ª          |               |
| GP Skate America |               |                 |                 |                   |                   |                 | 6.ª           |                 | 6.ª               | 7.ª           | 7.ª               |               | 9.ª           | 7.ª           |               |
| GP Skate Canada International |               |                 |                 |                   |                   |                 |               |                 |                   |               |                   | 5.ª           |               |               | WD            |
| GP Trophée Éric Bompard |               |                 |                 |                   |                   |                 |               | 7.ª             | 7.ª               |               |                   |               |               |               |               |
| Finlandia Trophy |               |                 |                 |                   |                   |                 |               | 4.ª             |                   |               |                   |               |               |               |               |
| Karl Schäfer Memorial |               |                 |                 |                   | 4.ª               | Medalha de ouro |               |                 |                   |               |                   |               |               |               |               |
| Lombardia Trophy |               |                 |                 |                   |                   |                 |               |                 |                   |               |                   |               |               |               | 8.ª           |
| Nebelhorn Trophy |               |                 |                 |                   |                   |                 |               |                 |                   |               | Medalha de prata  |               | 6.ª           |               |               |
| NRW Trophy |               |                 |                 |                   |                   |                 |               | Medalha de ouro |                   |               |                   |               |               |               |               |
| Internacional – Júnior |               |                 |                 |                   |                   |                 |               |                 |                   |               |                   |               |               |               |               |
| Campeonato Mundial Júnior |               |                 | 12.ª            | 5.ª               |                   |                 |               | 6.ª             |                   |               |                   |               |               |               |               |
| JGP JGP Final |               |                 |                 |                   | 7.ª               |                 |               |                 |                   |               |                   |               |               |               |               |
| JGP JGP Croácia |               |                 | 7.ª             |                   |                   |                 |               |                 |                   |               |                   |               |               |               |               |
| JGP JGP Eslováquia |               |                 |                 |                   | Medalha de bronze |                 |               |                 |                   |               |                   |               |               |               |               |
| JGP JGP Estônia |               |                 |                 |                   | Medalha de ouro   |                 |               |                 |                   |               |                   |               |               |               |               |
| JGP JGP França |               |                 |                 | 17.ª              |                   |                 |               |                 |                   |               |                   |               |               |               |               |
| JGP JGP Ucrânia |               |                 |                 | 6.ª               |                   |                 |               |                 |                   |               |                   |               |               |               |               |
| Haabersti Cup |               |                 |                 | Medalha de bronze |                   |                 |               |                 |                   |               |                   |               |               |               |               |
| EYOF |               |                 |                 | 7.ª               |                   |                 |               |                 |                   |               |                   |               |               |               |               |
| Nacional |               |                 |                 |                   |                   |                 |               |                 |                   |               |                   |               |               |               |               |
| Campeonato Georgiano | 4.ª           | Medalha de ouro |                 |                   |                   |                 |               |                 |                   |               |                   |               |               |               |               |
| Campeonato Georgiano – Júnior |               |                 | Medalha de ouro |                   |                   |                 |               |                 |                   |               |                   |               |               |               |               |
| Equipes |               |                 |                 |                   |                   |                 |               |                 |                   |               |                   |               |               |               |               |
| Japan Open |               |                 |                 |                   |                   |                 |               |                 |                   |               |                   | 3T/5P         |               |               |               |
| |               |                 |                 |                   |                   |                 |               |                 |                   |               |                   |               |               |               |               |
| Legenda: GP = Grand Prix; JGP = Grand Prix Júnior; WD = Abandonou; T = Posição da equipe; P = Posição individual; Competição não foi disputada nesta temporada; Competição não fez parte do GP/CS; Competição fez parte do GP/CS |               |                 |                 |                   |                   |                 |               |                 |                   |               |                   |               |               |               |               |